# Delphine de Girardin
Delphine de Girardin, född Gay 24 januari 1804 i Aachen, död 29 juli 1855 i Paris, var en fransk författare. Hon var hustru till Émile de Girardin.
Girardin försökte sig med framgång på alla vittra uttrycksformer. Hennes lyrik finns samlad i Essais poétiques (1824-26). Bland Girandins romaner märks Le lorgnon (1832), La canne de M. de Balzac (1836), Marguérite (1852) samt Il ne faut pas jouer avec la douleur (1855), bland hennes komedier Lady Tartuffe (1853), uppförd i Stockholm samma år samt La joie fait peur (1854). Under pseudonymen Vicomte de Launay offentliggjorde hon i tidningen La Presse 1836-47 en serie Lettres parisiennes, utgiven i bokform 1857, som väckte stort uppseende för sina livfulla skildringar ur societeten i Paris under Ludvig Filips tid. Girardins hem var en av de främsta vittra salongerna i romantikens glansdagar. Flera av hennes romaner och komedier översattes redan under hennes livstid till svenska.